# Glikozilfosfatidilinozitolna diacilglicerol-lijaza
Glikozilfosfatidilinozitolna diacilglicerol-lijaza (EC 4.6.1.14, (glikozil)fosfatidilinozitol-specifična fosfolipaza C, GPI-PLC, GPI-specifična fosfolipaza C, VSG-lipaza, glikozil inozitol fosfolipid anchor-hidrolyzing enzim, glikozilfosfatidilinozitol-fosfolipaza C, glikozilfosfatidilinozitol-specifična fosfolipaza C, variant-surface-glikoprotein fosfolipaza C, 6-(alfa-D-glukozaminil)-1-fosfatidil-1-mio-inozitol diacilglicerol-lijaza (formira 1,2-ciklični-fosfat)) je enzim sa sistematskim imenom 6-(alfa--glukozaminil)-1-fosfatidil-1-mio-inozitol 1,2-diacil-sn-glicerol-lijaza (formira 6-(alfa--glukozaminil)-1-mio-inozitol 1,2-ciklični fosfat). Ovaj enzim katalizuje sledeću hemijsku reakciju
6-(alfa--glukozaminil)-1-fosfatidil-1-mio-inozitol {\displaystyle \rightleftharpoons } 6-(alfa--glukozaminil)-1-mio-inozitol 1,2-ciklična fosfat + 1,2-diacil--glicerol
Ovaj enzim takođe deluje na glukozaminu koji je  O-4 supstituisan tako da nosi oligosaharid.

## Literatura
- Nicholas C. Price; Lewis Stevens (1999). Fundamentals of Enzymology: The Cell and Molecular Biology of Catalytic Proteins (Third изд.). USA: Oxford University Press. ISBN 019850229X.
- Eric J. Toone (2006). Advances in Enzymology and Related Areas of Molecular Biology, Protein Evolution (Volume 75 изд.). Wiley-Interscience. ISBN 0471205036.
- Branden C; Tooze J. Introduction to Protein Structure. New York, NY: Garland Publishing. ISBN 0-8153-2305-0.
- Irwin H. Segel. Enzyme Kinetics: Behavior and Analysis of Rapid Equilibrium and Steady-State Enzyme Systems (Book 44 изд.). Wiley Classics Library. ISBN 0471303097.

## Spoljašnje veze
- Glycosylphosphatidylinositol+diacylglycerol-lyase на 